# Карабиць Кирило Іванович
Кири́ло Іва́нович Кара́биць (нар. 26 грудня 1976) — український диригент, син українського композитора Івана Карабиця.

## Життєпис
Народився у Києві.

### Навчання
Закінчив Київську середню спеціалізовану музичну школу імені М. В. Лисенка, потім — Київську консерваторію, клас професорів Романа Кофмана (оперно-симфонічне диригування) та Левка Венедиктова (хорове диригування).
У 1995 та 1996 стажувався у літній академії Баха в Штутгарті.
Закінчив Віденську академію музики (1998—2002).
У роки навчання знайшов в архіві Берлінської співочої академії ноти опери Телемана "Pastorelle en Musique" та Пристрастей за Йоганнесом К. Ф. Е. Баха, які вважалися втраченими.

### Творчий шлях
1995 року дебютував як диригент з Національним ансамблем солістів «Київська Камерата», де працював чотири роки.
У 1998–2000 роках працював з Будапештським фестивальним оркестром, у 2002–2005 роках — з філармонічним оркестром Французького радіо.
Упродовж 2005–2007 років був головним запрошеним диригентом Страсбурзького філармонічного оркестру.
З 2007 (формально з 2008) року був 13-им Головним Диригентом симфонічного оркестру в Борнмуті (Борнмутський симфонічний оркестр). Під керівництвом Кирила Карабиця оркестр здобув звання «Найулюбленішого оркестру світу».
Кирило Карабиць дебютував у Північній Америці під керівництвом [[Houston Syhttps://en.wikipedia.org/wiki/Houston [Архівовано 24 березня 2022 у Wayback Machine.] Symphony|Х'юстонського симфонічного оркестру]] в березні 2009 року, після чого регулярно працює у США з оркестрами Філадельфії, Клівленда, Лос Анджелеса та іншими.
У вересні 2014 році став художнім керівником «I, CULTURE Orchestra» (ICO)
З 2005 року працював диригентом постановником у театрах: Глайндборнський фестиваль, Opera du Rhin, Великий театр Женеви, Deutsche Oper Berlin, Opernhaus Stuttgart, Opera de Lyon, Цюрихський оперний театр
2012 року дебютував у Большому театрі Москви з оперою «Євгеній Онєгін», влітку 2013 там же ставив "Богему".
Із 2016 року Кирило Карабиць став новим музичним директором і шеф-диригентом Німецького національного театру і Державної капели у німецькому місті Ваймар.
|  | «Мій перший концерт-відкриття як головного диригента і музичного директора Німецького національного театру і Державної капели почнеться з симфонічної поеми Ліста, який проживав у Ваймарі, „Мазепа“. Цим я хочу зробити акцент на українській темі, котра точно буде в моїх майбутніх програмах. … Культурна політика має бути на першому плані. Культура нас робить українцями, не політика. … Інвестувати треба саме в культуру.» |

З Веймарською капелою Карабиць здійснив перші в історії оркестру гастролі до США, зробив записи невідомих творів Ліста (в тому числі першій запис опери Сарданапало, що була реконструйована англійським музикознавцем Девідом Тріпеттом) разом з компанією "Audite".
У 2017 році Кирило Карабиць виступав у Москві з Російським національним оркестром, програма концерту включала твори українських композиторів М. Лисенка, В. Сільвестрова та Б. Лятошинського, а в грудні 2019 року виступив разом з оркестром Михайла Плєтньова, єдиного російського музиканта, який не підписав лист на підтримку анексії Криму.
Кирило Карабиць 30 грудня 2020 року керував прем’єрою віднайдених симфоній Максима Березовського у виконанні Національного камерного ансамблю Kyiv Soloists, National chamber ensemble. Концерт «Березовський-275» відбувся в Андріївській церкві й через пандемію коронавірусу транслювався онлайн.
У травні 2021 року на Дні Європи у Києві представив віднайдений балет Федора Якименка «На берегах Дніпра», який сам віднайшов у Паризькому муніципальному архіві. Для прем'єри під диригуванням Кирила Карабиця спеціально був зібраний великий симфонічний оркестр у складі «Київських солістів» та Національного президентського оркестру України.

##### Виконання російської музики після 2014 року
Попри розв'язану Росією агресію проти України, Кирило Карабиць продовжує виконувати музику російських авторів, що викликає критику з боку українських музикантів. Так, першим масштабним творчим по розв'язанні Росією війни проти України став запис циклу симфоній С.Прокоф'єва силами Борнмутського оркестру. Резонансну критику з боку братів Капранових викликало рішення К.Карабиця виконати твори російських авторів на  концерті 24 серпня 2016 року з нагоди 25-ї річниці Незалежності України. 
Після повномасштабного вторгнення Росії в Україну (2022), що спонукала багатьох митців до "кенселінгу" російської культури,  К.Карабиць продовжує виконувати в країнах Європи твори П.Чайковського, С.Рахманінова та інших російських авторів.

#### Оркестри
- Берлінський симфонічний оркестр,
- оркестр Франкфуртського радіо,

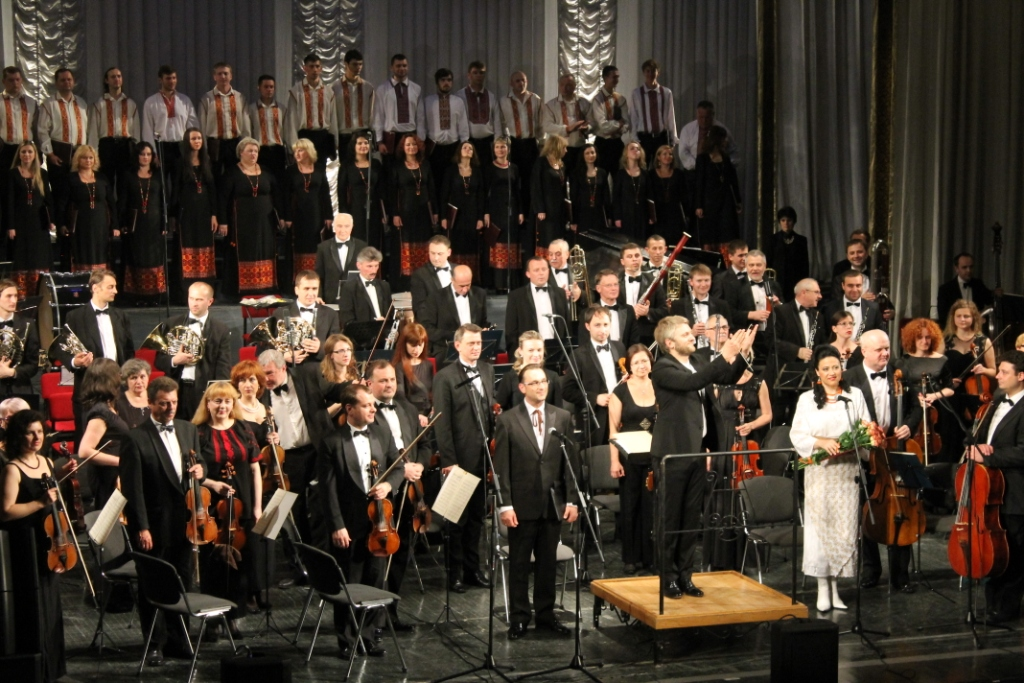
Кирило Карабиць на концерті у Львівській опері, 30 червня 2015 року

- Філармонічний оркестр міста Токіо (Японія),
- оркестр Сіднейської філармонії (Австралія),
- Національний симфонічний оркестр Бразилії у місті Сан-Паоло,
- Ліонський симфонічний оркестр (Франція),
- симфонічний оркестр міста Ставангер (Норвегія),
- «Молода Німецька Філармонія»,
- філармонічний оркестр міста Тампере (Фінляндія),
- Гайдн-Оркестр міста Больцано (Італія), оркестр міста Люцерн (Швейцарія),
- оркестр Латвійської філармонії
- інші.

#### Постановник
у сезоні 2007/2008 — постановки в оперних театрах Женеви, Страсбургу, Нансі (Франція).
у 2008 році — постановка опери «Євгеній Онєгін» на Глайндборнському фестивалі (Англія) за участю Лондонського Філармонічного Оркестру.

## Відзнаки
- Нагороджений призом Данської асоціації диригентів на міжнародному конкурсі молодих диригентів ім. Миколи Малька (1998),
- має відзнаку Австрійської спілки Альберта Швейцера (Відень, 1998),
- приз «Європейської фундації» під патронатом принца Генрика Датського як молодому диригенту (Брюссель, 1998),
- має відзнаку почесного громадянина штату Оклахома (США),
- лауреат Міжнародного конкурсу диригентів «Mario Gusella» (Італія),
- Королівським філармонічним товариством визнаний найкращим диригентом 2012 року (Велика Британія).
- Український диригент Кирило Карабиць отримав музичну нагороду Королівського Музичного Товариства, найпрестижнішу нагороду класичної музики у Великій Британії.[19]
- 6 жовтня 2014 року знаний вебпортал Bachtrack за результатами он-лайн голосування оголосив Борнмутський симфонічний оркестр під керівництвом Кирила Карабиця «Найулюбленішим оркестром світу 2014» (англ. World’s Favourite Orchestra 2014). Також, до двадцятки найрейтинговіших оркестрів світу потрапив і керований К. Карабицем «I, CULTURE Orchestra» (ICO)[20].

### Інтерв'ю
- «Мені дивом удалося вижити в європейській системі культурного менеджменту»", «Дзеркало тижня»
- «Росія може витрачати мільярди на амбіційні проекти Гергієва, а в Україні навіть амбіцій немає», «Дзеркало тижня»
- «Не можна проштовхнути нашу культуру на Захід, користуючись нинішньою ситуацією на Сході країни» [Архівовано 5 березня 2016 у Wayback Machine.], «Факты»
- "Я завжди вірив у людей в Україні. Інтерв’ю з диригентом Кирилом Карабицем" [Архівовано 27 травня 2017 у Wayback Machine.] Корреспондент.net
- "Кирило КАРАБИЦЬ: “Проекти в Україні у мене завжди були й будуть!” [Архівовано 2 березня 2021 у Wayback Machine.] Moderato
- "Російський національний оркестр запропонував мені стати головним запрошеним диригентом. Я відмовився" [Архівовано 30 грудня 2019 у Wayback Machine.] Главком